# Lục Xuân Hưng
Lục Xuân Hưng (* 15. April 1995 in Sơn La) ist ein vietnamesischer Fußballspieler.

## Karriere

### Verein
Lục Xuân Hưng erlernte das Fußballspielen in der Jugendmannschaft des Erstligisten FC Thanh Hóa. Hier unterschrieb er 2015 auch seinen ersten Profivertrag. Der Club aus Thanh Hóa spielte in der höchsten Liga des Landes, der V.League 1. Bis 2019 spielte er 39 Mal für den Club. 2017 und 2018 wurde er Vizemeister des Landes. Im Finale des Vietnamese National Football Cup stand er 2018, das er jedoch mit 3:1 gegen Becamex Bình Dương verlor.

### Nationalmannschaft
Lục Xuân Hưng spielte 2014 achtmal in der U-19-Nationalmannschaft von Vietnam. Sein größter Erfolg war 2018 der Gewinn der Südostasienmeisterschaft.

## Erfolge

### Verein
FC Thanh Hóa
- V.League 1

Vizemeister: 2017, 2018
- Vietnamese National Football Cup

Finalist: 2018

### Nationalmannschaft
- Fußball-Südostasienmeisterschaft

Sieger: 2018